# Zolmitriptan
Le zolmitriptan est un agoniste sélectif de la sérotonine qui appartient à la famille des triptans et est utilisé pour le traitement des crises de migraine aiguë, avec ou sans aura, et céphalées de Horton.
Le zolmitriptan est commercialisé par AstraZeneca sous les noms de Zomig, Zomigon (Argentine, Canada et Grèce), AscoTop (Allemagne) et Zomigoro (France). En 2008, Zomig a généré près de 154 millions de dollars de chiffre d'affaires.

## Mode d'action
Comme triptan, ce médicament a une action spécifique sur les récepteurs 5-HT1B/1D. Il traite la céphalée et les symptômes associés (nausée, vomissement, photophobie, phonophobie), mais n'agit pas sur l'aura migraineuse. En cas de vomissement précoce, le zolmitriptan en spray nasal est aussi offert.

## Contre-indications et précautions
Le zolmitriptan ne doit pas être utilisé dans les cas suivants :
- Antécédent d'infarctus du myocarde ou d'accident vasculaire cérébral, et, plus généralement, toute maladie liée à un spasme ou à un rétrécissement des artères
- Hypertension artérielle
- Troubles du rythme cardiaque comme le syndrome de Wolf-Parkinson-White
- Phénylcétonurie
- En association avec un autre antimigraineux vasoconstricteur ou un IMAO.

## Effets indésirables
Les effets indésirables les plus fréquents sont difficiles à dissocier des symptômes de la migraine : nausées, vertiges, fatigue, somnolence, sensation de chaleur, sécheresse de la bouche. Plus rarement des sensations de lourdeur thoracique ou d'oppression, faiblesse musculaire, fourmillements, augmentation de la tension artérielle, tachycardie sont constatés.
Très exceptionnellement le zolmitriptan peut provoquer des spasmes des artères coronaires.

## Interactions médicamenteuses
Le zolmitriptan ne doit pas être associé aux autres antimigraineux de la famille des triptans, aux dérivés de l'ergot de seigle, à un antidépresseur IMAO ou ISRS, ni au tramadol ou au propranolol. En effet, un risque accru d'effets indésirables n'est pas négligeable. Lorsqu'il est utilisé avant ou après un antimigraineux contenant de l'ergotamine, de la dihydroergotamine, du méthysergide, un délai doit être respecté pour éviter toute interaction.